# Жилин, Василий Иванович
Васи́лий Ива́нович Жи́лин (20 августа 1915, с. Верхние Белозёрки Самарской губернии — 24 июля 1947, Ставрополь Куйбышевской области) — участник Великой Отечественной войны, Герой Советского Союза.

## Биография
Родился 20 августа 1915 года в селе Верхние Белозёрки Самарской губернии. Рано лишился отца, братья и сестры умерли во время голода 1921—1922 годов. Василий остался вдвоём с матерью Марфой Васильевной (1887—1980). Жили очень бедно, по воспоминаниям старожилов их дом был самым бедным на селе.
С 16 лет работал в колхозе имени М. Калинина. Был помощником секретаря местной комсомольской ячейки. В 1933 году по комсомольской путёвке Василия Жилина послали на строительство каучукового комбината в Ярославль, откуда он, спустя четыре года был призван в Красную Армию. Окончив полковую школу, Жилин стал младшим командиром. Участвовал в присоединении Западной Украины и Белоруссии (1939), а затем — в войне с Финляндией (1939—1940).
Начало Отечественной войны застало Василия Жилина в Омске, где он работал на шинном заводе. В декабре 1941 года был призван в Красную Армию. Со 2 февраля 1942 года на фронте, служил на батарее 120 мм миномётов 872 стрелкового полка 282 стрелковой дивизии. Участвовал в боях в районе Великих Лук, Невеля. 3 сентября 1943 года был ранен.
В 1944 году гвардии старшина стрелковой роты 199-го гвардейского полка 67-й гвардейской стрелковой дивизии 6-й гвардейской армии 1-го Прибалтийского фронта Василий Жилин со своей ротой под артиллерийским огнём противника первым преодолел водный рубеж при форсировании Западной Двины. В донесении командир полка гвардии подполковник Дегтярёв писал: «В этом бою товарищ Жилин, будучи трижды ранен, продолжал оставаться в строю. Пять раз поднимал он бойцов в атаку, идя сам впереди с криками „Ура! За Родину!“ А когда кончились патроны, гранатами и прикладом уничтожил 30 гитлеровцев. В момент отражения одной из контратак, он поймал на лету брошенную немцем гранату и бросил её обратно. Разорвавшись, она уничтожила 5 гитлеровцев». За этот бой был представлен к званию Героя Советского Союза.
После излечения вернулся в свою гвардейскую часть. В дальнейших боях был ещё дважды ранен: 11 августа 1944 и 11 ноября 1944 года.
После окончания войны он демобилизовался, вернулся в Ставрополь (ныне Тольятти), куда переехала его мать после повторного замужества. По официальной биографии работал в отделе физкультуры и спорта райисполкома, принимал активное участие в общественно-политической жизни города. Однако по воспоминаниям сослуживцев, он практически не работал по состоянию здоровья, коллеги, оберегая и жалея больного героя войны, не давали ему сложной работы. Был членом райкома комсомола. Был скромным, общительным парнем.
Умер 24 июля 1947 года от туберкулёза. Был похоронен с воинскими почестями. При переносе города могила была перенесена, теперь она находится на Баныкинском кладбище.

## Награды
- Медаль «Золотая Звезда» (№ 5016 от 24.03.1945);
- орден Ленина (24.03.1945);
- орден Отечественной войны II степени (14.12.1944);
- две медали «За отвагу» (15.09.1943, 24.3.1944).

За отличия в боях под Витебском и Шауляем был удостоен благодарностей Верховного главнокомандующего.

## Память
- В 1958 году, к 40-летию комсомола, именем Василия Ивановича Жилина назвали одну из улиц Центрального района Тольятти, бывшую Клиническую. 
Памятный знак-указатель улицы (автор А. Н. Колоярский) установлен в мае 1985 года.
- В с. Верхние Белозёрки установлен бюст Героя, его именем названа улица.
- В Тольятти на площади Свободы, на обелиске, барельеф Василия Жилина.

## Галерея

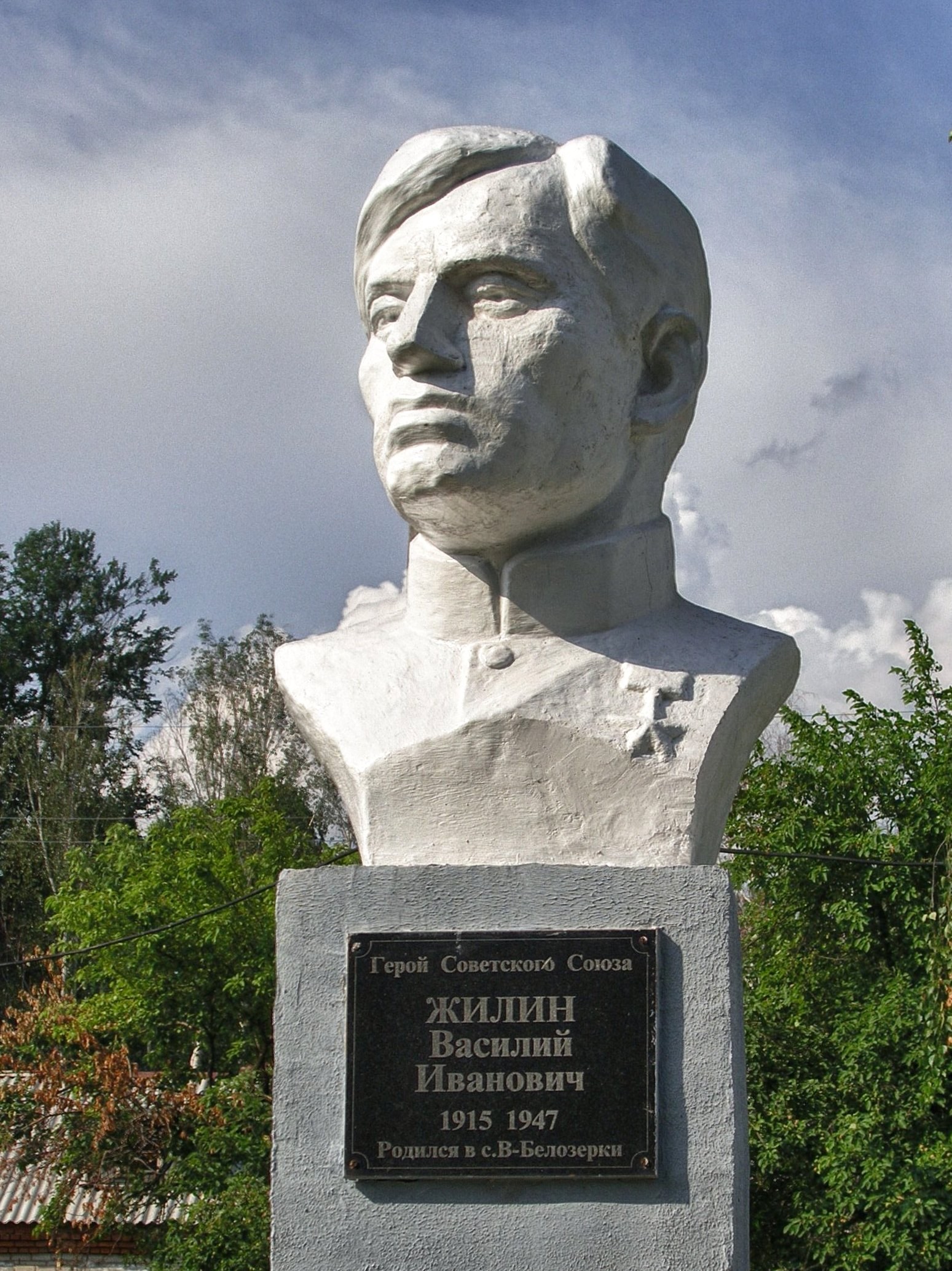
Памятный бюст Василия Жилина в селе Верхние Белозёрки
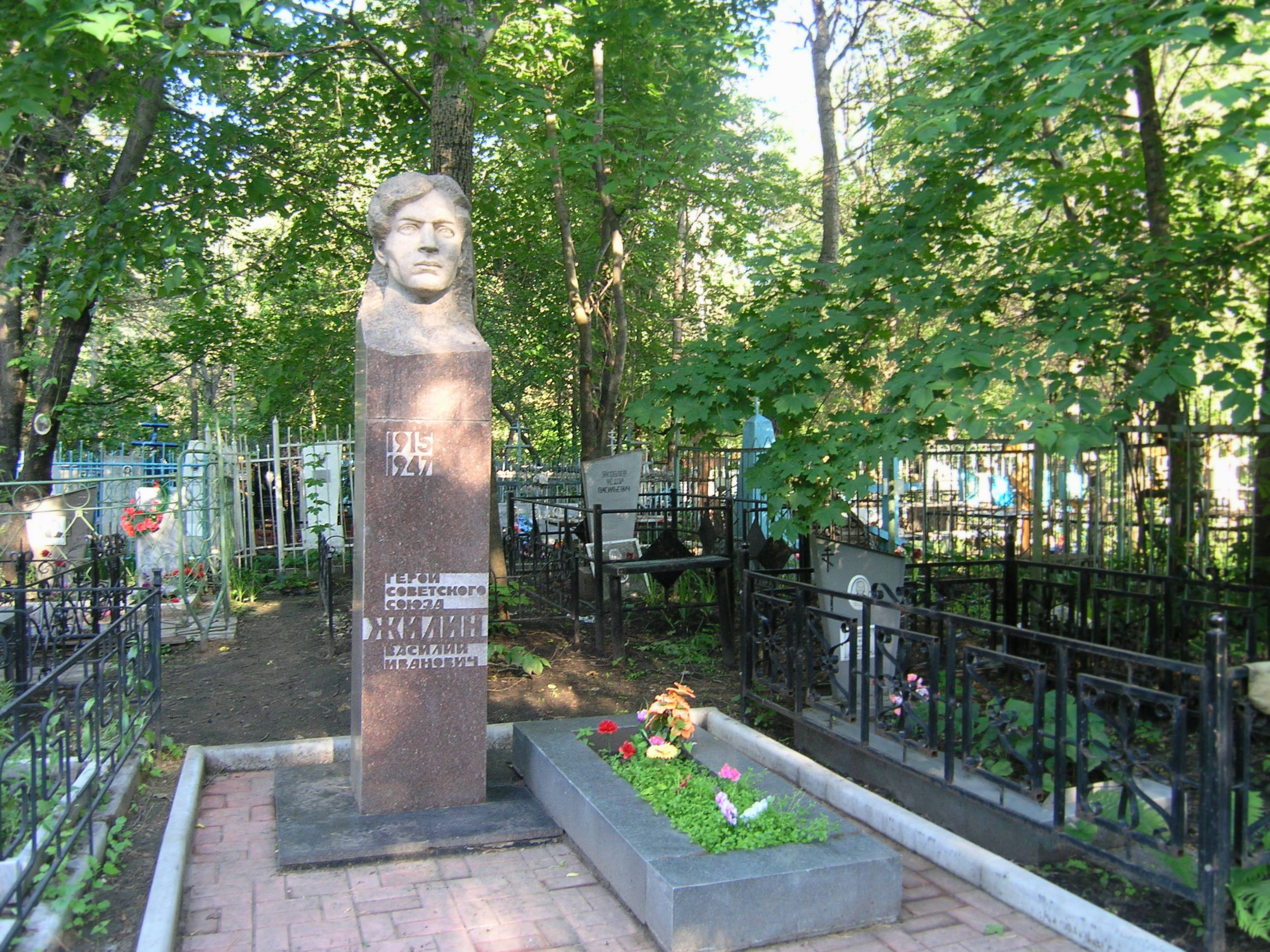
Могила Василия Жилина на Баныкинском кладбище в Тольятти
Памятный знак указатель улицы Жилина
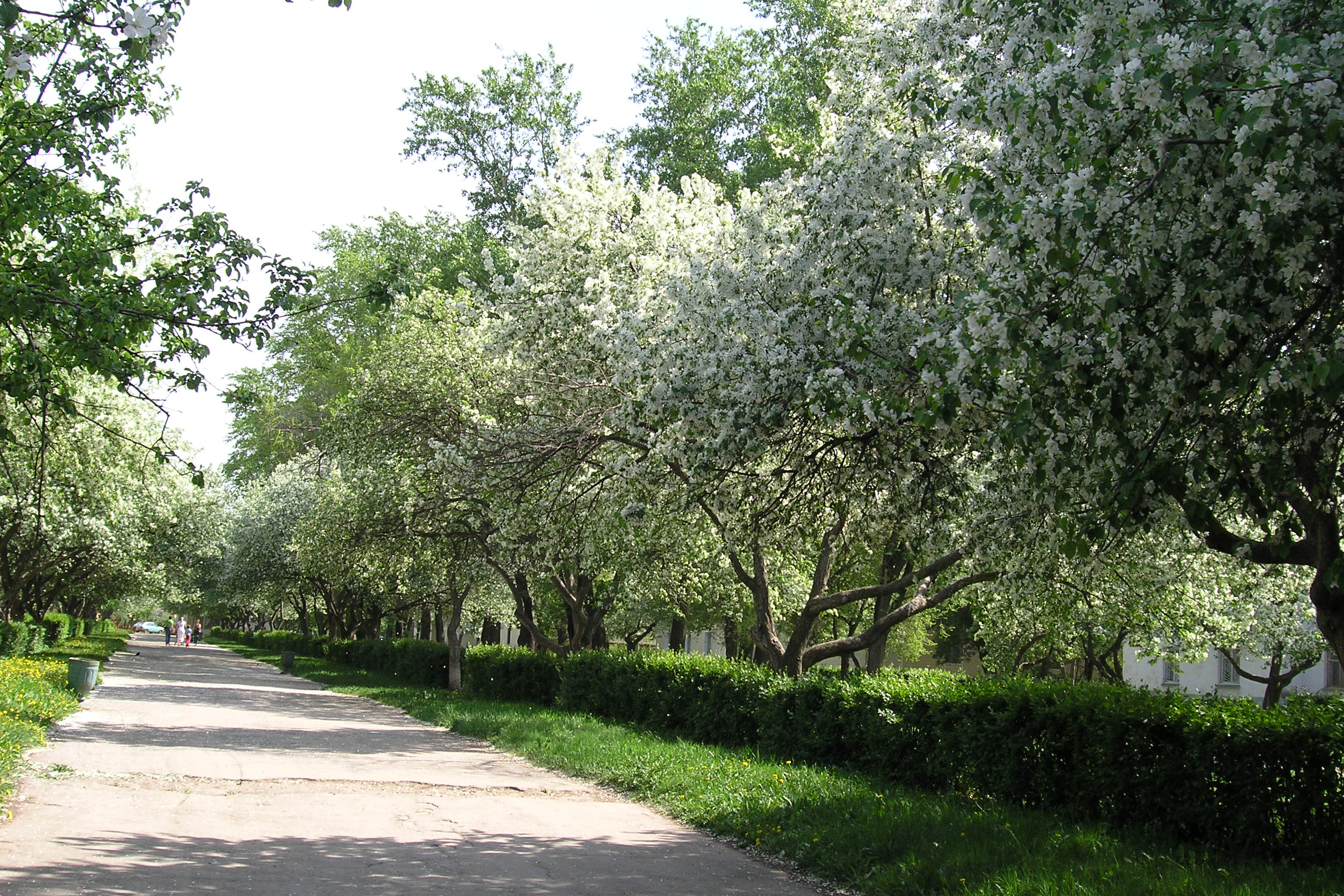
Улица Жилина (Тольятти)